# AUUG
AUUG (МФА [ˈɔːɡ], по-русски: «АГПЮ») была австралийской ассоциацией и группой пользователей. Она описывала себя как организацию для профессионалов в сфере Unix, Linux и открытого ПО. Её целью было создание сообщества интересующихся открытыми системами и открытыми стандартами. Имела собственную новостную рассылку AUUGN (МФА [ˈɔːɡən], по-русски: «НАГПЮ»).
AUUG работала на национальном уровне с отделениями в большинстве штатов и территорий. Основными видами деятельности были веб-сайт, списки рассылки, новостная рассылка AUUGN, различные конференции и собрания отделений.
Наряду с USENIX, AUUG была одной из старейших групп пользователей Unix в мире. Основанная в 1975 году Джоном Лайонсом и другими как Австралийская группа пользователей систем Unix (Australian Unix systems User Group), позже она расширила сферу своей деятельности, но сохранила название. Она была образована 27 августа 1984 года и зарегистрирована как «AUUG Inc» 26 августа 1988 года в Виктории. AUUG была распущена в период с 2010 по январь 2015 года, хотя в течение многих лет она находилась в упадке, и её членам было предложено проголосовать за продолжение деятельности уже в 2007 году. Существует Общество сохранения AUUG, которое взяло на себя управление доменным именем auug.org.au в июне 2011 года.
По состоянию на 9 января 2015 года в Реестре ассоциаций штата Виктория компания A0016636N (AUUG Inc) указана как снятая с регистрации, а её последний отчет подан в 1995 году.

## Национальная конференция
Некоторые конференции включали трехдневные обучающие программы перед началом работы.
- 2007 г. — 12-14 октября в Мельбурне "Качество". Дата обращения: 1 января 2018.
- 2006 г. — с 10 по 13 октября в отеле Рандеву, Мельбурн, "Тема". Дата обращения: 1 января 2018.
- 2005 г. — с 19 по 21 октября в отеле Карлтон Крест, Сидней, "Тема". Дата обращения: 1 января 2018.
- 2004 г. — с 29 по 31 августа в отеле Дакстон, Флиндерс-стрит, Мельбурн, "Тема". Дата обращения: 1 января 2018.
- 2002 г. — с 4 по 6 сентября в Мельбурне, "Измеряй, наблюдай, контролируй". Дата обращения: 1 января 2018.

## Ежегодные общие собрания
- 2008 AGM. Дата обращения: 1 января 2018. в офисе CSC в Брэддоне, ACT;
- 2007 AGM. Дата обращения: 1 января 2018. в Мельбурнском музее;
- 2006 AGM. Дата обращения: 1 января 2018. в отеле Рандеву, Мельбурн;
- 2005 AGM. Дата обращения: 1 января 2018. в отеле Карлтон Крест, Сидней;
- 2004 AGM. Дата обращения: 1 января 2018. в отеле Дакстон, Флиндерс-стрит, Мельбурн.

## Управление
| Год избрания/назначения | Президент      | Вице-президент    | Секретарь      | Казначей       | Комитет                                                                                 | Уполномоченный по выборам | Помощник уполномоченного по выборам |
| ----------------------- | -------------- | ----------------- | -------------- | -------------- | --------------------------------------------------------------------------------------- | ------------------------- | ----------------------------------- |
| 1986                    | Кен МакДоннелл |                   | Роберт Эльц    | Крис Малтби    | Крис Кэмпбелл, Джон Лайонс, Тим Роупер, Лайонел Сингер                                  | Джон О’Брайен             |                                     |
| 1987                    | Кен МакДоннелл |                   | Роберт Эльц    | Крис Малтби    | Крис Кэмпбелл, Пирс Лаудер, Джон Лайонс, Тим Роупер                                     | Джон О’Брайен             |                                     |
| 1988                    | Грег Роуз      |                   | Тим Роупер     | Майкл Тьюк     | Рич Берридж, Фрэнк Кроуфорд, Крис Молтби, Тим Сигалл                                    | Джон О’Брайен             |                                     |
| 1989                    | Грег Роуз      |                   | Тим Роупер     | Майкл Тьюк     | Питер Барнс, Джон Кэри, Пэт Даффи, Крис Молтби                                          | Джон О’Брайен             | Дэвид Пердью                        |
| 1990                    | Грег Роуз      |                   | Питер Барнс    | Майкл Тьюк     | Фрэнк Кроуфорд, Пэт Даффи, Эндрю Голлан, Крис Молтби                                    | Джон О’Брайен             | Дэвид Пердью                        |
| 1991                    | Пэт Даффи      | Крис Малтби       | Рольф Джестер  | Фрэнк Кроуфорд | Эндрю Голлан, Гленн Хакстейбл, Питер Карр, Скотт Меррилиз, Майкл Тьюк                   | Джон О’Брайен             |                                     |
| 1992                    | Фил МакКри     | Гленн Хакстейбл   | Питер Уишарт   | Фрэнк Кроуфорд | Рольф Джестер, Крис Малтби, Джон О’Брайен, Майкл Пэддон, Грег Роуз                      | Майкл Тьюк                |                                     |
| 1993                    | Фил МакКри     | Гленн Хакстейбл   | Питер Уишарт   | Фрэнк Кроуфорд | Грег Бирни, Стивен Баучер, Крис Молтби, Майкл Пэддон, Крис Шоттл                        | Майкл Тьюк                |                                     |
| 1994                    | Фил МакКри     | Гленн Хакстейбл   | Питер Уишарт   | Фрэнк Кроуфорд | Стивен Баучер, Люси Чабб, Крис Молтби, Майкл Пэддон, Рик Стивенсон                      | Дэвид Пердью              |                                     |
| 1995                    | Майкл Пэддон   | Гленн Хакстейбл   | Питер Уишарт   | Стивен Буше    | Люси Чабб, Фрэнк Кроуфорд, Крис Молтби, Фил МакКри, Дэвид Пердью                        |                           |                                     |
| 1996                    | Майкл Пэддон   | Люси Чабб         | Дэвид Пердью   | Стивен Буше    | Малкольм Колдуэлл, Алан Коуи, Фрэнк Кроуфорд, Марк Уайт, Полин ван Винсен               |                           | Питер Чабб                          |
| 1997                    | Майкл Пэддон   | Люси Чабб         | Дэвид Пердью   | Стивен Буше    | Малкольм Колдуэлл, Луиджи Кантони, Питер Лейтем, Марк Уайт                              |                           |                                     |
| 1998                    | Люси Чабб      | Дэвид Пердью      | Марк Уайт      | Стивен Буше    | Малкольм Колдуэлл, Луиджи Кантони, Гюнтер Фойрайзен, Питер Грей и Майкл Пэддон          |                           |                                     |
| 1999                    | Дэвид Пердью   | Марк Уайт         | Стивен Буше    | Луиджи Кантони | Малкольм Колдуэлл, Люси Чабб, Гюнтер Фойрайзен, Питер Грей, Дэвид Ньюолл и Майкл Пэддон |                           |                                     |
| 2000                    | Дэвид Пердью   | Малкольм Колдуэлл | Майкл Пэддон   | Луиджи Кантони | Сара Болдерофф, Алан Коуи, Грег Лехи, Питер Грэй, Дэвид Ньюолл                          |                           |                                     |
| 2001                    | Дэвид Пердью   | Майкл Пэддон      | Грег Лехи      | Луиджи Кантони | Сара Болдерофф, Малкольм Колдуэлл, Питер Грей, Конрад Паркер, Уоррен Туми               |                           |                                     |
| 2002                    | Грег Лехи      | Малкольм Колдуэлл | Дэвид Буллок   | Гордон Хаббард | Сара Болдерофф, Адриан Клоуз, Дэвид Пердью, Стивен Ротвелл, Эндрю Резерфорд, Марл Уайт  |                           |                                     |
| 2003                    | Грег Лехи      | Дэвид Пердью      | Адриан Клоуз   | Гордон Хаббард | Джонатон Кумбс, Эндрю Фредерик Коуи, Стив Ландерс, Стивен Ротуэлл, Майкл Стилл          |                           |                                     |
| 2004                    | Дэвид Пердью   | Стив Ландерс      | Джонатон Кумбс | Гордон Хаббард | Грант Аллан, Эдриан Клоуз, Эндрю Фредерик Коуи, Энно Дэвидс, Майкл Стилл                | Джейсон Озолинс           | Дэвид Болдуин                       |

## Другие занятия
- Пресс-релиз и репортаж AUUG: AUUG ПРИЗЫВАЕТ SOC ПРЕКРАТИТЬ РАЗРУШИТЕЛЬНЫЕ ДЕЙСТВИЯ. Дата обращения: 1 января 2018.

## Другие AUUG
AUUG не была связана с группами пользователей UNIX в Атланте (AUUG).